# لئونه لئونی
لئونه لئونی (ایتالیایی: Leone Leoni؛ ‏ حوالی ۱۵۰۹–۲۲ ژوئن ۱۵۹۰) مجسمه‌ساز، نشان‌ساز و زرگر بود. وی را برترین نشان‌ساز در میان ۵۰۰ هنرمند این رشته می‌دانند. وی بشتر با برنز کار می‌کرد، اما آثاری بر روی مرمر گچی و گوهرسنگ هم دارد. پسر او پومپئو لئونی (حوالی ۱۵۳۳–۱۶۰۸) هم یک پیکرتراش بود که پدرش را در تکمیل مجسمه‌های عظیم‌الجثهٔ برنزی در ال اسکوریال کمک کرد. پومپئو، همچنین طراحی‌ها و دست‌نوشته‌های لئوناردو داوینچی را جمع‌آوری کرد که به‌صورت قوانین آتلانتیک منتشر شد و امروزه در کتابخانه آمبروزیانا میلان نگهداری می‌شود.

## نگارخانه

نمونه‌ای از آثار
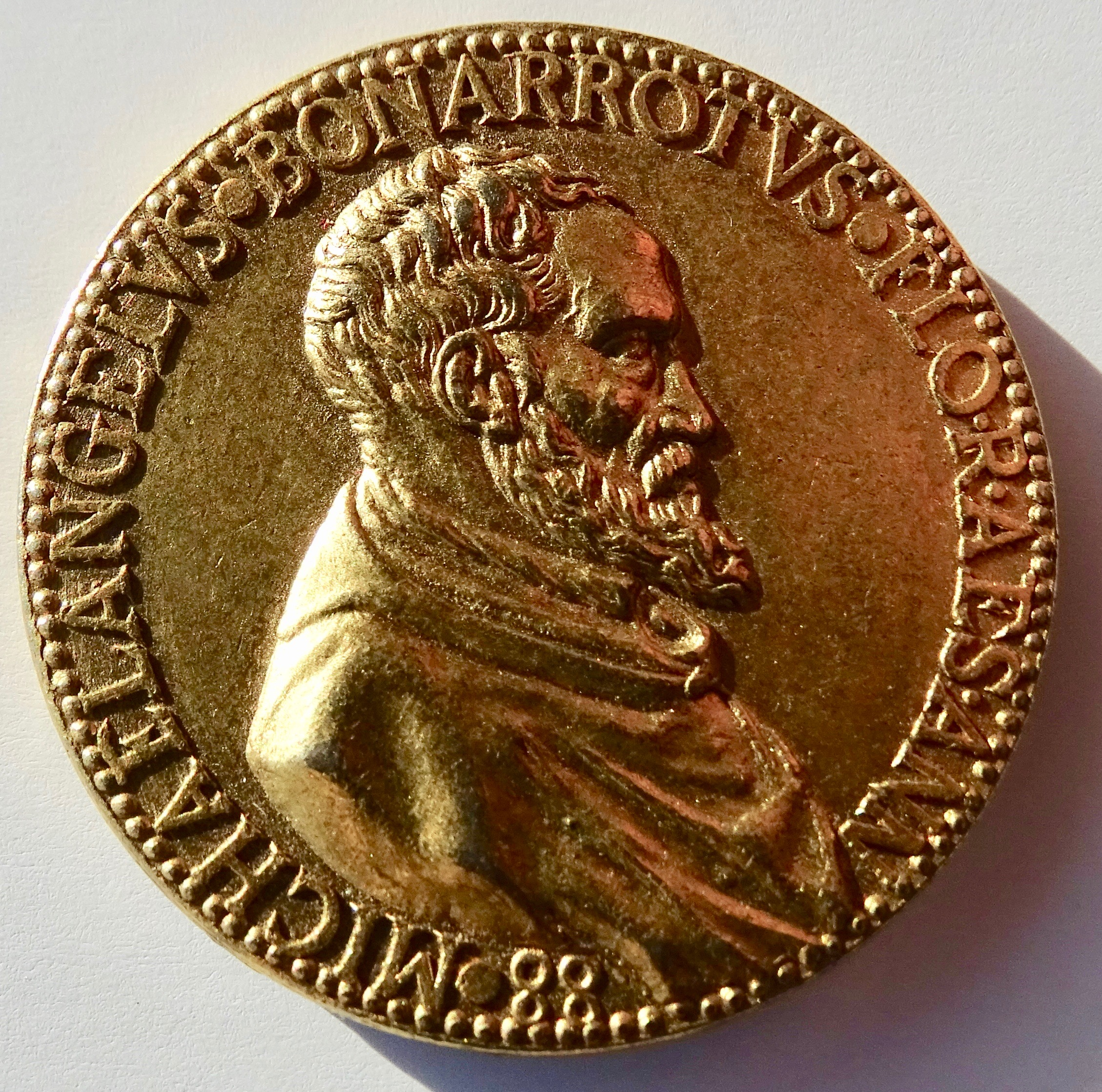
چهرهٔ میکل آنژ روی نشان تولد ۸۸ سالگی‌اش.
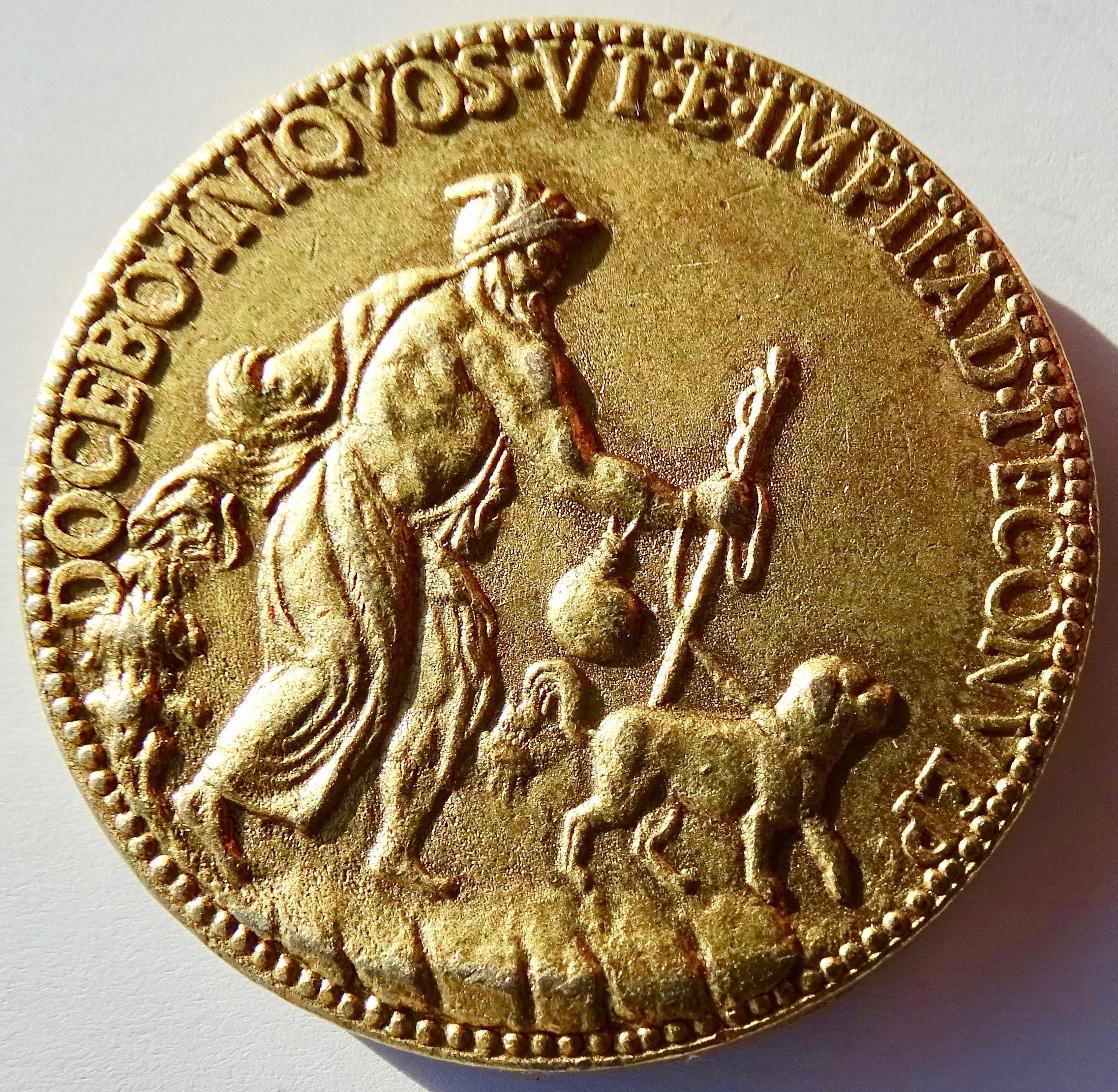
تصویری از پشتِ نشان تولد میکل آنژ به مناسبت ۸۸ سالگی‌اش.
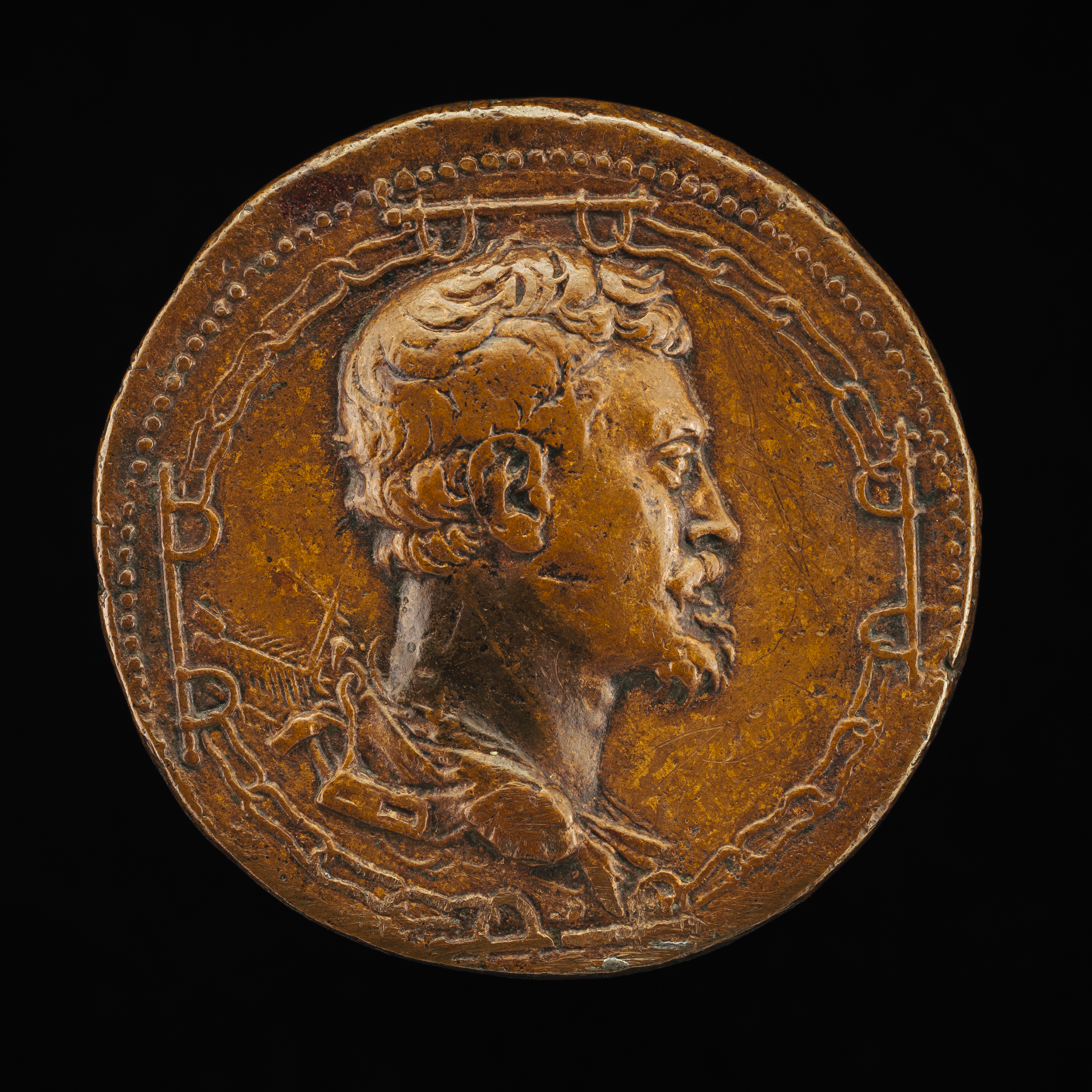
لئون لئونی. خودنگارهٔ برنزی، ۱۵۴۱. گالری ملی هنر، واشنگتن. مجموعه ساموئل اچ کرس.
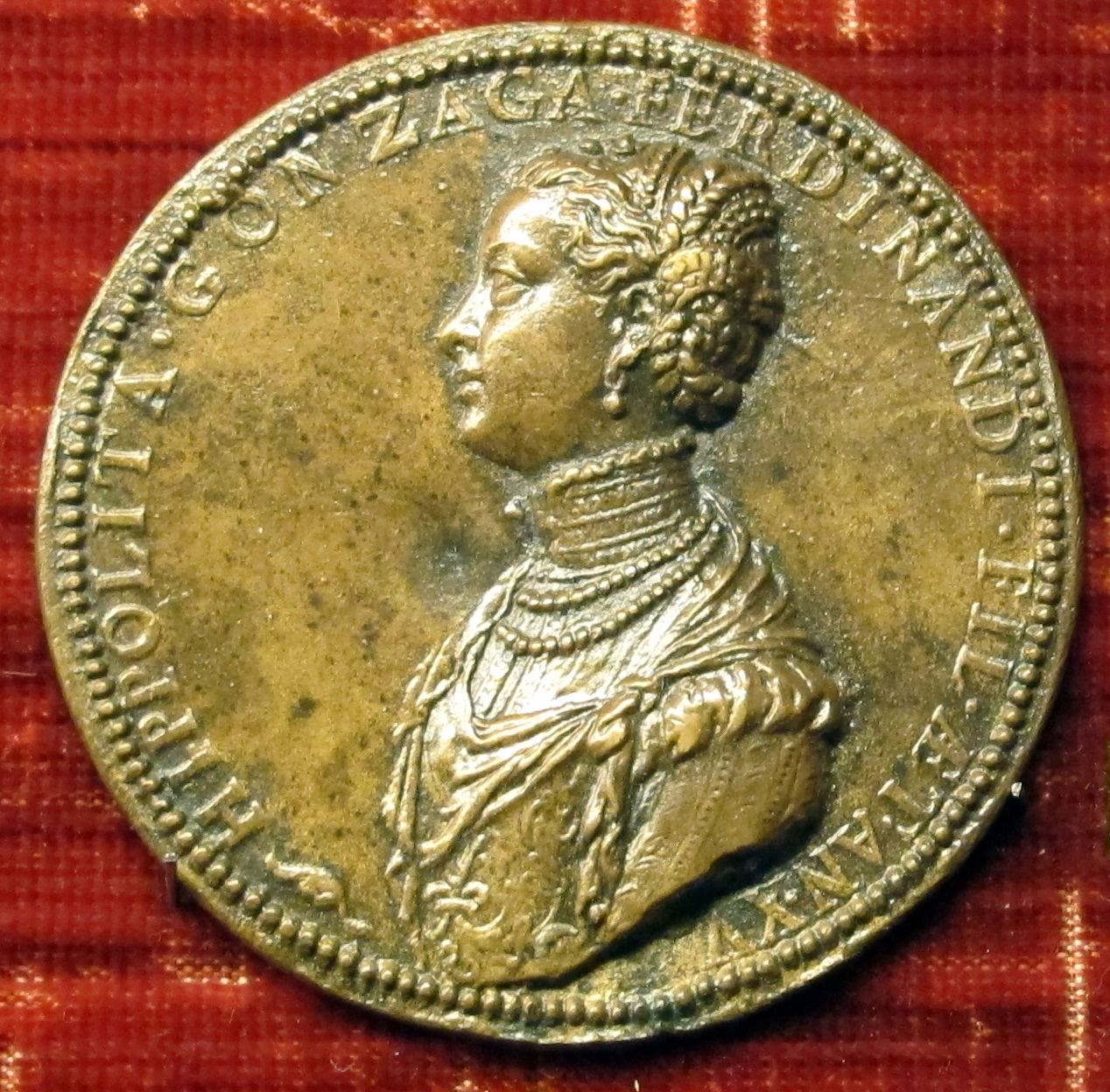
مدال ایپولتا گونزاگا.
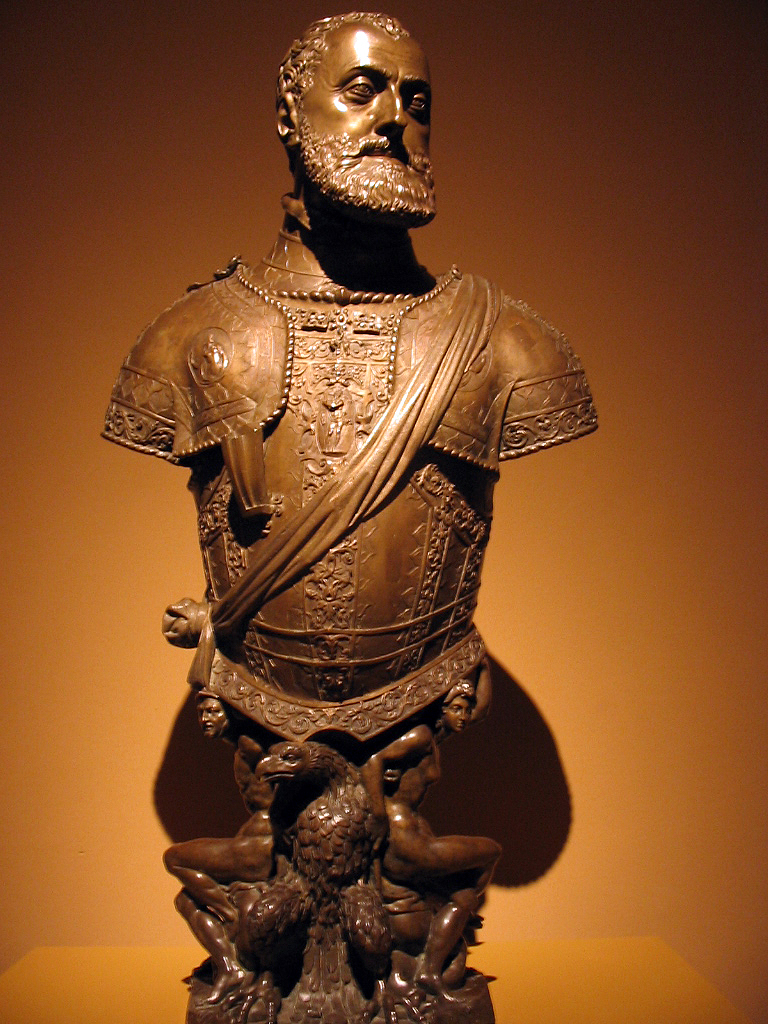
تندیس کارل پنجم، موزه دل پرادو.
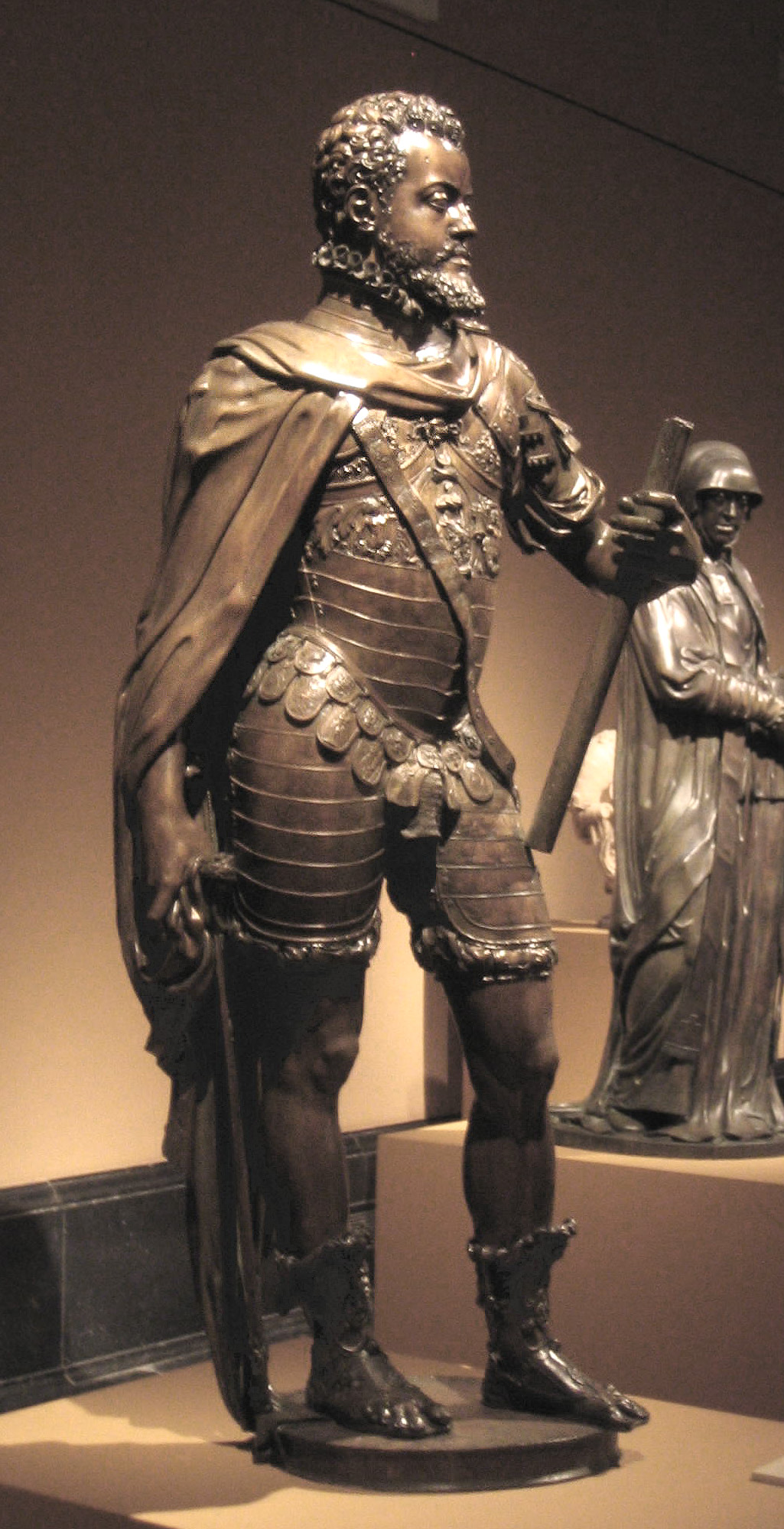
تندیس فلیپه دوم، موزه دل پرادو، مادرید.
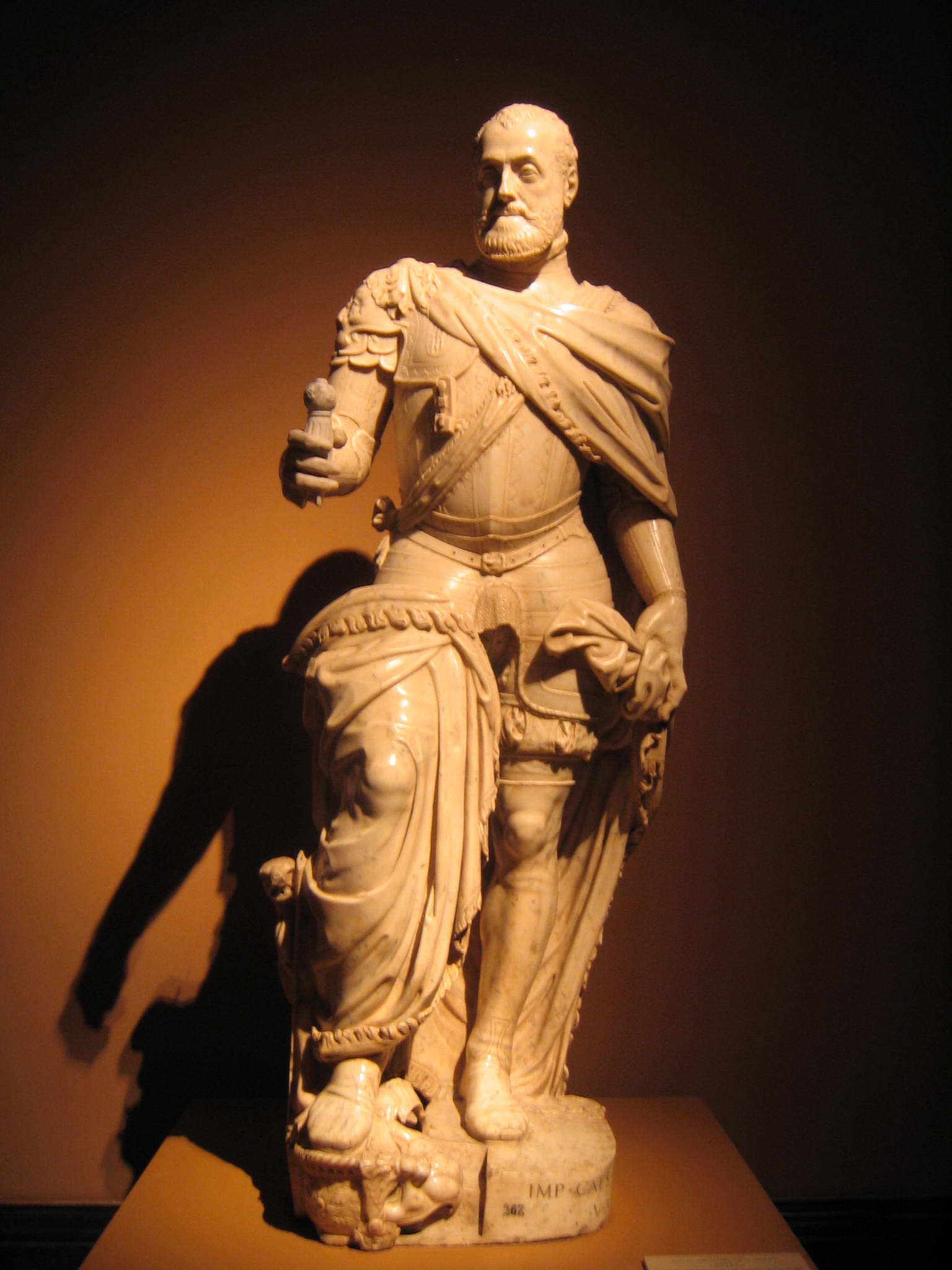
مجسمه مرمری کارلوی پنجم امپراتور مقدس روم